# Фауст Вранчић
Фауст Вранчић (Шибеник, 1551 — Венеција, 27. јануар 1617) био је полихистор, проналазач, лингвиста, дипломата, инжењер и бискуп из Далмације.

## Биографија
Фауст Вранчић рођен је у Шибенику 1551. године у породици Миховилa и Катарине (рођенe Добројевић) Вранчић. Његови родитељи су имали још четворо деце. Фаустов отац, Миховил Вранчић, био је дипломата школован у Бечу и Кракову, a његов стриц, Антун Вранчић, био је дипломата, путописац и римокатолички надбискуп. Фаустова мајка Катарина била је рођака Шимуна Добројевића, познатог ратника против Турака. Према Jевту Дедијеру, Вранчићи су српска породица из Херцеговинe, из Љутог Доца код Широког Бријега, и славили су Петровдан пре него што су се покатоличили. Доселили су се у Шибеник у 14. веку. Добројевићи, породица Фаустове мајке, су такође српска породица из Херцеговине за коју се сматра да се населила у Далмацију у 17. веку, и која је славила Светог Стефана. Као десетогодишњи дечак, Фауст је узет од куће, да би се школовао у Словачкој. Почетно образовање стиче у Пожуну (Братислави) код стрица Антуна. Потом студира право и филозофију у Падови, те Венецији, Бечу и Риму. Поставши 1581. године саветник краља Рудолфа II у Прагу, почиње темељније студије природних наука и технике.
Године 1595, у Венецији штампа први вишејезични речник — Dictionarium quinque nobilissimarum Europae linguarum: Latinae, Italicae, Germanicae, Dalmatiae et Ungaricae.
 (Речник пет најугледнијих европских језика: латинског, италијанског, немачког, далматинског и мађарског), који је био издат у многим европским земљама.
Након женине смрти "заредио се", три године касније, од краља Рудолфа II добија титулу чанадског бискупа и титулу краљевог саветника за Мађарску и Трансилванију до 1605. године. Имао је међутим неприлика јер је непромишљено обрукао угарски двор, пред римским у вези са црквеним приходима. Због тога одрекао се бискупије, када напушта двор и одлази у Рим где, између осталог, долази у контакт и са нацртима Леонарда да Винчија. Упознао се и са чувеним филозофом Томасом Кампанелом. Следећих година у Риму се бавио регулацијом реке Тибар, а у Венецији водио бригу о јавним фонтанама.
Године 1595, објавио је и књигу изума Machinae novae (Нове машине), у којој су цртежом и текстом објашњени принципи рада многих справа, плодова његових и туђих идеја, а међу онима које су његове, најпознатији су висећи мост, као и падобран.
Нацрт висећег моста Фауста Вранчића је први нацрт ове врсте моста на свету. Неки од најпознатијих мостова на свету данас су управо висећи мостови.
Нацрт падобрана ("Homo volans") је, у односу на Леонардове нацрте, револуционаран утолико што је Леонардов падобран био пирамидалног облика, док је Вранчићев четвороугаоног облика, какав се користи код велике већине данашњих падобрана. Штавише, постоје писани трагови о томе да је Вранчић, падобраном направљеном по нацрту, чак и извео скок, што значи да је то био први скок падобраном у историји.
Поред овога, у овој књизи Вранчић износи многе идеје о добијању енергије за покретање млинова - од људске снаге, преко коњске снаге и бројних нацрта различитих ветрењача, до млина који би се покретао помоћу плиме и осеке, што је, поново, до тада невиђен концепт (прва електрана на плиму и осеку пуштена је у рад тек крајем 20. века). У књизи се још налазе нацрти за штампарску пресу, машину за чишћење морског дна, итд. Све изуме одликује јасноћа и једноставност, како нацртâ, тако и евентуалне практичне примене.
Дела Фауста Вранчића прештампавају се и изучавају и данас.
Фауст Вранчић је са собом је у гроб однео рукопис о "повести Далмације". Према сопственој жељи, сахрањен у месној цркви Госпе од анђела, на острву Првићу, близу Шибеника, у Првић Луци, у којој је провео детињство.